# Saßmannshausen
Saßmannshausen [ˈzas.mansˌhaʊ̯.zn̩] (mundartlich Sossmannshause) ist ein Stadtteil von Bad Laasphe im nordrhein-westfälischen Kreis Siegen-Wittgenstein.

## Geschichte
Der links im Tal der oberen Lahn liegende Ort wurde erstmals im Jahre 1344 im „Bicken’schen Mannbuch“, einem Lehnsregister der adligen Familie von Bicken, urkundlich erwähnt.
In der Gemarkung Sassmannshausen lag der Dornhof, ein Rittersitz, auf dem im 14. Jahrhundert ein Zweig der Familie von Achenbach lebte. Der Hof kam später an die Adelsfamilie Rump von der Wenne, von der kurz nach 1537 ein Zweig den Sitz selbst bezog, ausbaute und bewirtschaftete. Infolge der Überschuldung der Familie musste die letzte Besitzerin, die Witwe Anna Rump geb. Wrede 1581 den Hof mit ihren Kindern verlassen, und er gelangte an die Grafen von Wittgenstein. Die Gebäude wurden verkauft und der eigenständige Gutsbetrieb aufgelöst.
Bis zur kommunalen Neugliederung in Nordrhein-Westfalen, die am 1. Januar 1975 in Kraft trat, war Saßmannshausen eine selbständige Gemeinde im Kreis Wittgenstein. Ihre geringe Größe hängt auch mit den Eigentumsverhältnissen in den früheren Grafschaften Sayn-Wittgenstein zusammen. Die Bauern/Landmänner und Handwerker verfügten in der Regel über erbeigenen Besitz sowie kirchliche und herrschaftliche Lehen, welche alle acht bis zehn Jahre erneuert werden mussten. Erbeigenes Land war in geringem Umfang vorhanden, oft reichte jedoch dieses Eigentum nicht zur Befriedigung der grundlegenden Bedürfnisse. So waren die „Hausmänner“ gezwungen, abgabenträchtig Lehensverpflichtungen einzugehen. Zudem waren sie zu Hand- und Spanndiensten für die Feudalherren verpflichtet, die zusammen mit anderen Abgaben zeitweise um die 90 Prozent der Einnahmen betrugen. Auch trugen die vergleichsweise extremen klimatischen Bedingungen (Fröste im Juni und September gibt es auch heute noch) in den beiden Grafschaften (Sayn-Wittgenstein-Hohenstein und Sayn-Wittgenstein-Berleburg) zu einer systematischen und regelmäßigen Not der Bevölkerung bei. Nicht zuletzt aus diesem Grunde ist das Wittgensteiner Land ein „typisches“ Auswanderungsgebiet. Nicht nur in den benachbarten Gebieten der damals prosperierenden Sieger- und Sauerlande, sondern insbesondere auch in Übersee (USA, Brasilien) finden wir heute noch viele Nachkommen von Auswanderern aus Wittgenstein. Nach Schätzungen des bekannten Regionalforschers Wilhelm Hartnack hat Wittgenstein zwischen 1750 und 1850 rund ein Drittel seiner Bevölkerung durch „Auswanderung“ verloren – zwischen 12.000 und 15.000 Personen, die ihrer Heimat den Rücken kehrten (dies entspricht fast der heutigen Bevölkerungszahl der Stadt Bad Laasphe).
In alten Dokumenten finden sich verschiedene Schreibweisen: Saßmanshusin, Sahsmanshusen, Sachsmannshausen u. a. Um 1580 waren am Ort fünf Familien mit zusammen etwa fünfzig Personen ansässig.
1584/85 wurde das alte Dorf auf Verfügung des gräflichen Hauses Sayn-Wittgenstein-Wittgenstein in ein Hofgut (Kammergut/ Domäne) umgewandelt, das der Versorgung des nahegelegenen Schlosses Wittgenstein diente. Um 1600 waren dort die Zehntscheunen, Brauerei, Brennerei und andere Gewerke untergebracht. Das Hofgut war beispielgebend für die Einrichtung weiterer herrschaftlicher Hofgüter in den Grafschaften Sayn-Wittgenstein-Wittgenstein (Hohenstein) und Sayn-Wittgenstein-Berleburg. Ein Zentrum der feudalen Macht der Grafen (später Fürsten) Sayn-Wittgenstein, wo die erbuntertänigen Bauern die „gemessenen und ungemessenen Dienste“ zu leisten hatten.

## Verschiedenes
Überregionale Bekanntheit hat der Ort gewonnen durch die so genannte „Buttlarsche Rotte“, einer Gruppierung um Eva von Buttlar zur Zeit des radikalen Pietismus in Deutschland sowie die sog. „Zigeunerkolonie“, die zwischen ca. 1740 und ca. 1910 von Sinti-Familien bewohnt wurde.

## Bekannte Namensträger
Der Ortsname war prägend für den Familiennamen, der verstärkt im südwestfälischen Raum anzutreffen ist. Ausgangspunkt für genealogische Forschungen sollten daher die Kirchenbücher der evangelisch-reformierten Gemeinden Feudingen, Erndtebrück und Birkelbach sein, wo der Familienname seit 1560/1600 vielfach nachgewiesen werden kann.
Die Namensträger in der sog. „Nordgrafschaft“ Sayn-Wittgenstein-Berleburg haben nach bisheriger Kenntnis ihren Ursprung in der „Südgrafschaft“ Sayn-Wittgenstein-Wittgenstein (Hohenstein).

## Persönlichkeiten
- Eva von Buttlar (1670–1721), Sektiererin
- Wilhelm Friedrich Groos (1801–1874), Landrat des Kreises Wittgenstein und preußischer Politiker
- Emil Groos (1803–1885), Arzt und Ehrenbürger von Laasphe
- Julius Carl Wilhelm Staudinger (1819–1905), fürstlicher Kammerdirektor und Mitglied des Preußischen Abgeordnetenhauses
- Hans Joachim Osterrath (1915–2000), Unternehmer und Landrat des Kreises Wittgenstein.
- Fritz Vitt (1885–1958), Pädagoge und Heimatforscher